# Метте-Марит
Метте-Марит (урождённая Метте-Марит Тьессем Хёйби, норв. Mette-Marit Tjessem Høiby; 19 августа 1973, Кристиансанн, Вест-Агдер, Норвегия) — кронпринцесса Норвегии, супруга наследника норвежского престола, кронпринца Норвегии Хокона.

## Биография
Метте-Марит Тьессем Хёйби родилась в Кристиансанне, на юге Норвегии, в семье журналиста местной газеты, Свена О. Хёйби, и Марит Тьессем. Её родители развелись, а отец позднее женился на Ренате Барсгард. У Метте-Марит также есть сестра и двое старших братьев, один из них — Пер Хёйби, руководитель PR-агентства First House. Её сводный брат, Тронд Бернтсен, скончался во время терактов в 2011 году. Метте-Марит выросла в Кристиансанне, проводила выходные и праздники в близлежащей долине Сетесдаль и на побережье, где она научилась плавать. В молодости она принимала активное участие в местном молодёжном клубе Slettheia, в котором также была руководителем. В подростковом возрасте она играла в волейбол, получив квалификацию судьи и тренера.

Во время обучения в старшей средней школе района Оддернес в Кристиансанне провела шесть месяцев в средней школе города Вангаратта, расположенного на северо-востоке штата Виктория в Австралии, в качестве студента по обмену по программе организации Youth For Understanding. Позже она училась в кафедральной школе Кристиансанна, где сдала выпускные экзамены в 1994 году.

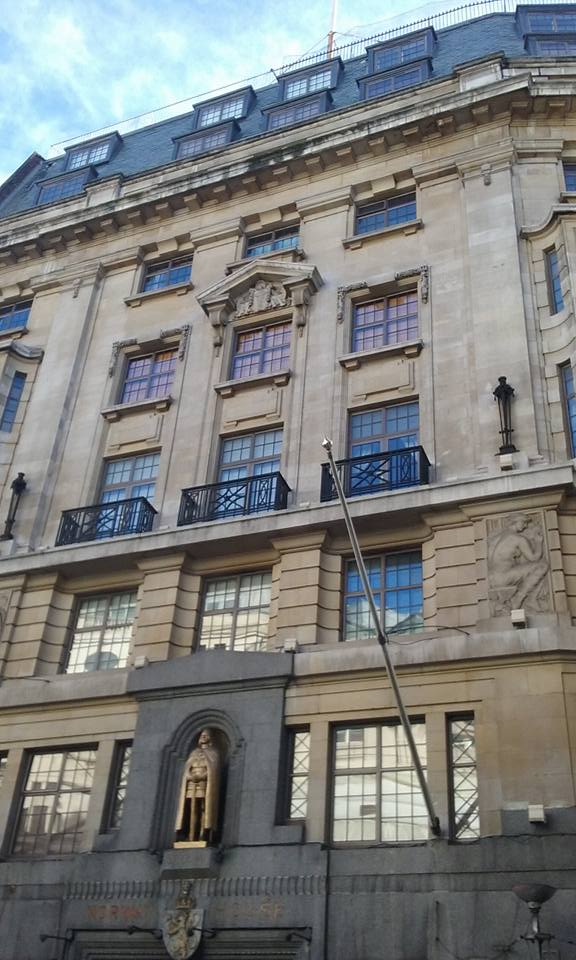
Norway House на Cockspur Street, Лондон.

 Затем Метте-Марит провела несколько месяцев, работая в норвежско-британской торговой палате Norway House на Cockspur Street в Лондоне. Когда её контракт с Лондоном закончился, Метте-Марит переехала в Норвегию.
По её собственному признанию, пережила бунтарский период, прежде чем она встретила наследного принца Хокона Магнуса. Будучи студенткой-заочницей, ей потребовалось много времени, чтобы завершить свое среднее образование, прежде чем перейти на подготовительные курсы в Университет Агдера. В то время она работала в ресторане Engebret Cafè в Осло.
В конце 1990-х принимала участие в фестивале Quart, крупнейшем музыкальном фестивале Норвегии, в её родном городе Кристиансанне. Именно на этом фестивале она и познакомилась с принцем Хоконом. Спустя несколько лет, будучи уже матерью-одиночкой, она снова встретила принца на этом фестивале.
Став наследной принцессой, прошла несколько университетских курсов. В 2012 году она получила степень магистра в области менеджмента. При анализе родословной было выявлено, что несколько её предков (а также некоторые живые ныне родственники) были фермерами, и она отдаленно связана (до XV века) с некоторыми норвежскими и шведскими дворянами.

## Предложение и свадьба

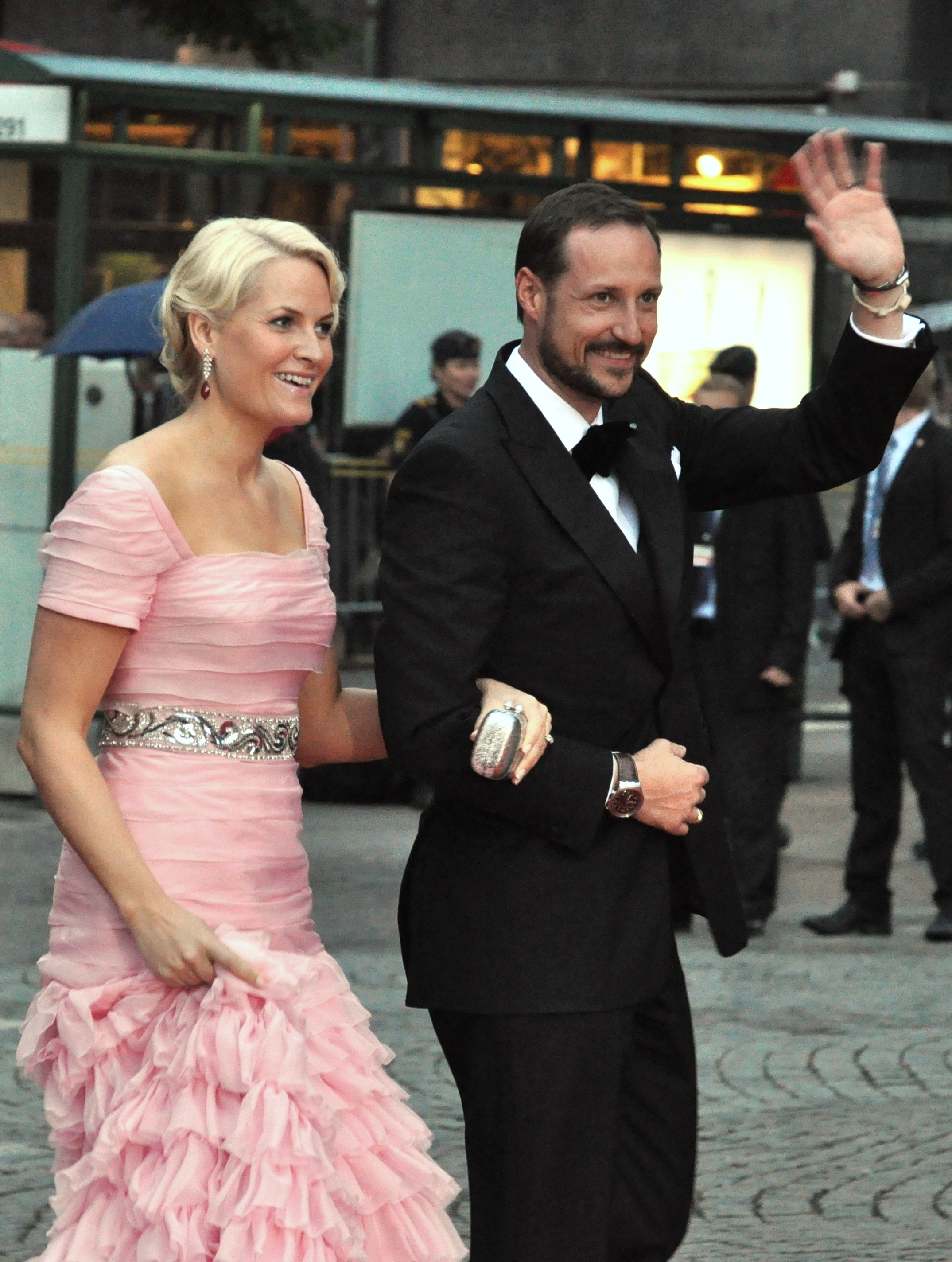
Кронпринцесса Метте-Марит и кронпринц Хокон

Когда было объявлено о помолвке между наследным принцем Хоконом и Метте-Марит, некоторые норвежцы сочли выбор невесты сомнительным из-за её прошлой жизни в среде, «где наркотики были легко доступны». На момент помолвки Метте-Марит была матерью-одиночкой, она воспитывала сына Мариуса Борга Хейби, родившегося 13 января 1997 года. Её сын вызвал возможную угрозу безопасности в 2012 году для королевской семьи из-за размещения фотографий о местонахождении семьи в интернете. Сообщается, что Метте-Марит является пользователем социальных сетей, и ходят слухи, что королевская семья не может следовать инструкции воздерживаться от раскрытия личной информации в социальных сетях.
10 декабря 2000 года состоялось первое официальное появление Метте-Марит в качестве невесты наследного принца на церемонии вручения Нобелевской премии мира в мэрии Осло, после объявления об их помолвке 1 декабря. На пресс-конференции Хокон признался, что состоит в отношениях с Метте-Марит около года. Он подарил ей обручальное кольцо, которое его дед, король Олаф V, и его отец, король Харальд V, подарили своим женам.
Пара поженилась 25 августа 2001 года в кафедральном соборе в Осло. После замужества Метте-Марит получила титул Королевского Высочества Кронпринцессы Норвегии. Сейчас они проживают за пределами Осло, в поместье Скаугум.

## Дети
До своего брака с наследным принцем, а именно 13 января 1997 года, родила сына Мариуса Борга Хёйби. Он теперь является пасынком наследного принца Хокона. Были некоторые разногласия по поводу ажиотажа СМИ вокруг Мариуса, и в довольно откровенной необычной манере кронпринцесса попросила СМИ уважать частную жизнь её старшего сына. На английском к нему обращаются Мистер, так как он не получил королевского или дворянского титула, поскольку он не сын наследного принца. Отец Мариуса Борга Хёйби, бывший партнер Борг в своей биографии имеет такие факты как наркодилерство, уголовное преследование и тюремное  заключение.
21 января 2004 года родила дочь, принцессу Ингрид Александру, которая стала второй в линии престолонаследия норвежского трона после своего отца, наследного принца Хокона.
3 декабря 2005 года родила своего третьего ребёнка, принца Сверре Магнуса. Он является третьим в очереди на норвежский престол (после отца и старшей сестры).

## Общественная деятельность и дальнейшая жизнь
После изучения проблемы ВИЧ/СПИД и ряда поездок в этой связи норвежская кронпринцесса Метте-Марит была назначена специальным представителем Объединённой программы ООН по ВИЧ/СПИД — ЮНЭЙДС.
24 октября 2018 года было сообщено, что кронпринцессе был поставлен диагноз хронический лёгочный фиброз.

## Награды
Награды Норвегии
| Страна   | Дата вручения  | Награда                                                                    | Награда                                                                    | Литеры |
| -------- | -------------- | -------------------------------------------------------------------------- | -------------------------------------------------------------------------- | ------ |
| Норвегия | '              | Дама Большого креста на цепи Королевского Норвежского ордена Святого Олафа | Дама Большого креста на цепи Королевского Норвежского ордена Святого Олафа |        |
| Норвегия | '              | Дама Королевского семейного ордена короля Харальда V                       | Дама Королевского семейного ордена короля Харальда V                       |        |
| Норвегия | 18 ноября 2005 | Медаль Столетия Королевского Дома                                          | Медаль Столетия Королевского Дома                                          |        |
| Норвегия | 2 июля 2003    | Медаль 100-летия короля Олафа V                                            | Медаль 100-летия короля Олафа V                                            |        |
| Норвегия | 17 января 2016 | Памятная медаль Серебряного юбилея короля Харальда V                       | Памятная медаль Серебряного юбилея короля Харальда V                       |        |

Награды иностранных государств
| Страна     | Дата вручения    | Награда                                                                                           | Награда                                                                                           | Литеры  |
| ---------- | ---------------- | ------------------------------------------------------------------------------------------------- | ------------------------------------------------------------------------------------------------- | ------- |
| Болгария   | '                | Дама ордена «Стара Планина» с лентой                                                              | Дама ордена «Стара Планина» с лентой                                                              |         |
| Бразилия   | '                | Дама Большого креста ордена Южного Креста                                                         | Дама Большого креста ордена Южного Креста                                                         |         |
| Германия   | '                | Дама Большого креста специального класса ордена «За заслуги перед ФРГ»                            | Дама Большого креста специального класса ордена «За заслуги перед ФРГ»                            |         |
| Люксембург | '                | Дама Большого креста ордена Адольфа Нассау                                                        | Дама Большого креста ордена Адольфа Нассау                                                        |         |
| Нидерланды | '                | Дама Большого креста ордена Оранских-Нассау                                                       | Дама Большого креста ордена Оранских-Нассау                                                       |         |
| Финляндия  | '                | Дама Большого креста ордена Белой розы                                                            | Дама Большого креста ордена Белой розы                                                            |         |
| Швеция     | '                | Дама-командор Большого креста ордена Полярной звезды                                              | Дама-командор Большого креста ордена Полярной звезды                                              | KmstkNO |
| Польша     | 2003             | Дама Большого креста ордена «За заслуги перед Республикой Польша»                                 | Дама Большого креста ордена «За заслуги перед Республикой Польша»                                 |         |
| Португалия | 13 февраля 2004  | Дама Большого креста ордена Инфанта дона Энрике                                                   | Дама Большого креста ордена Инфанта дона Энрике                                                   | GCIH    |
| Италия     | 20 сентября 2004 | Дама Большого креста ордена «За заслуги перед Итальянской Республикой»                            | Дама Большого креста ордена «За заслуги перед Итальянской Республикой»                            |         |
| Япония     | 10 мая 2005      | Дама ордена Драгоценной короны 1 класса                                                           | Дама ордена Драгоценной короны 1 класса                                                           |         |
| Испания    | 26 мая 2006      | Дама Большого креста ордена Изабеллы Католической                                                 | Дама Большого креста ордена Изабеллы Католической                                                 |         |
| Австрия    | апрель 2007      | Дама Большого креста с золотой звездой Почётного знака «За заслуги перед Австрийской Республикой» | Дама Большого креста с золотой звездой Почётного знака «За заслуги перед Австрийской Республикой» |         |
| Литва      | 5 апреля 2011    | Дама Большого креста ордена Витаутаса Великого                                                    | Дама Большого креста ордена Витаутаса Великого                                                    |         |
| Эстония    | 10 октября 2012  | Дама ордена Креста земли Марии 1 класса                                                           | Дама ордена Креста земли Марии 1 класса                                                           |         |
| Нидерланды | 30 апреля 2013   | Коронационная медаль короля Виллема-Александра                                                    | Коронационная медаль короля Виллема-Александра                                                    |         |
| Дания      | 17 мая 2014      | Дама ордена Слона                                                                                 | Дама ордена Слона                                                                                 | RE      |
| Эстония    | 2 сентября 2014  | Дама ордена Белой звезды 1 класса                                                                 | Дама ордена Белой звезды 1 класса                                                                 |         |
| Латвия     | 2015             | Дама Креста Признания 1 класса                                                                    | Дама Креста Признания 1 класса                                                                    |         |
| Исландия   | 21 марта 2017    | Дама Большого креста ордена Исландского сокола                                                    | Дама Большого креста ордена Исландского сокола                                                    |         |